# Sangue marcio
Sangue marcio è un romanzo poliziesco dello scrittore italiano Antonio Manzini pubblicato per la prima volta nel 2005.

## Storia editoriale
È il primo libro del futuro creatore del personaggio del vicequestore Rocco Schiavone. Nonostante l'uscita relativamente recente, il volume viene considerato di scarsa reperibilità.

## Trama
Anno 2002, L'Aquila è una città di provincia funestata da un serial killer che imperversa e ha già ucciso quattro donne, tutte bionde e con occhi chiari, con la stessa efferata modalità: vengono ritrovate nude, senza segni di violenza, con un sacchetto al collo e la vagina cucita a vivo. L'assassino è abilissimo, non lascia tracce né impronte. Le indagini della Polizia non fanno progressi, per la frustrazione del commissario Massimo Sini che si occupa del caso. È lui la fonte confidenziale del giornalista del quotidiano Il Centro Pietro Sini, suo fratello, che si è trasferito da poco da una testata nazionale della vicina Roma.
La storia del presente si intervalla con quella del passato. Figli di un ricco industriale, cresciuti nel lusso, i due fratelli hanno visto la loro vita distrutta dopo l'arresto improvviso del padre, accusato di ospitare festini pedofili nella villetta al mare. Suicida in carcere il padre, anche la madre si toglie la vita dopo essere precipitata nell'alcolismo. Si impicca e viene ritrovata da Pietro, che taglia con un coltello la cinta che aveva intorno al collo, la adagia a letto e la riveste. Dopo la morte di entrambi i genitori, Massimo finisce all'estero e poi entra in Polizia. Pietro va in riformatorio a Torino, dove diventa cinico, violento, disonesto. Scopre inoltre tendenze bisessuali. Quindi si reca a Parma da parenti, dove comincia a lavorare nel mondo dei giornali, infine a Roma, dove alterna i successi professionali a losche frequentazioni nel mondo del gioco d'azzardo e della prostituzione, prima del suo trasferimento nel capoluogo d'Abruzzo.
Qui racconta le mosse del serial killer sempre con dovizia di particolari e tempismo, e infatti si scopre che è lui stesso a uccidere sempre vittime che ricordano in qualche modo la figura di sua madre. Pietro riesce anche a far arrestare un altro assassino, un mitomane non abile quanto lui che uccide una donna alla stessa maniera. Ma la Polizia e il fratello non riuscirebbero mai a catturarlo se non lasciasse, indosso alla quinta vittima, una traccia decisiva: un pezzo di quella cinta che recuperò da piccolo dal collo della madre. Pietro decide di farsi arrestare per rilanciare la carriera e salvare il matrimonio in pezzi di Massimo, immolandosi per il fratello.

## Edizioni
- Antonio Manzini, Sangue marcio, Roma, Fazi Editore, 2005. ISBN 8881126451